# Walborg Svensson Bernacka
Walborg Svensson Bernacka (ur. 20 czerwca 1921 w Stavanger, zm. 9 listopada 2005 tamże) – norweska działaczka społeczna.

## Życiorys
Podczas II wojny światowej wraz z koleżanką Solveig Bratland Knudsen pomagały rosyjskim i polskim jeńcom wojennym w niemieckich obozach w Norwegii. Przemycały jedzenie, lekarstwa, ubrania i świeże wiadomości z Głosu z Londynu Toralv Øksnevad- Voice from London dla więźniów.
Po wojnie wyszła za mąż za byłego polskiego jeńca wojennego Antoniego Bernackiego i zamieszkała z nim w Nowym Sączu w 1946 roku. Otrzymała polskie obywatelstwo. Z mężem miała czwórkę dzieci. Prowadzili gospodarstwo ogrodnicze.
Widząc wielkie zniszczenia i biedę w powojennej Polsce, już wtedy skontaktowała się z jedną z gazet norweskich aby pomogli jej zorganizować pomoc z Norwegii dla Polaków. Bardzo dużo rodzin polskich skorzystało wtedy z tej pomocy.
W 1980 roku powróciła z powrotem do Stavanger. W latach stanu wojennego i długo później, po raz drugi organizowała pomoc humanitarną z Norwegii dla Sądeczan. Dzięki niej kilkadziesiąt TIR-ów z jedzeniem, odzieżą, lekarstwami itp trafiło między innymi do Polskiego Czerwonego Krzyża, Polskiego Komitetu Opieki Społecznej, szpitala i kościołów w Nowym Sączu. Kojarzyła norweskie rodziny z sądeckimi, dzięki czemu nawiązały się bezpośrednie znajomości i przyjaźnie między rodzinami. Jej akcja rozwijała się i nie ustała nawet po zniesieniu stanu wojennego. W latach 1985 i 1986 zorganizowała wakacje w Norwegii dla kilkudziesięcioosobowych grup dzieci z ubogich rodzin, a w roku 1991 z jej inicjatywy zaproszono na wakacje do Norwegii również grupę polskich gospodyń domowych.
Zmarła w Stavanger, gdzie też została pochowana.

## Wyróżnienia
2 lipca 1982 roku Walborg Svensson Bernacka otrzymała Złotą Tarczę Herbową Nowego Sącza jako wyróżnienie za szczególne zasługi dla tego miasta od Prezydium Miejskiej Rady Narodowej.
W 2024 pośmiertnie odznaczona Medalem Virtus et Fraternitas.